# Saburō Sakai

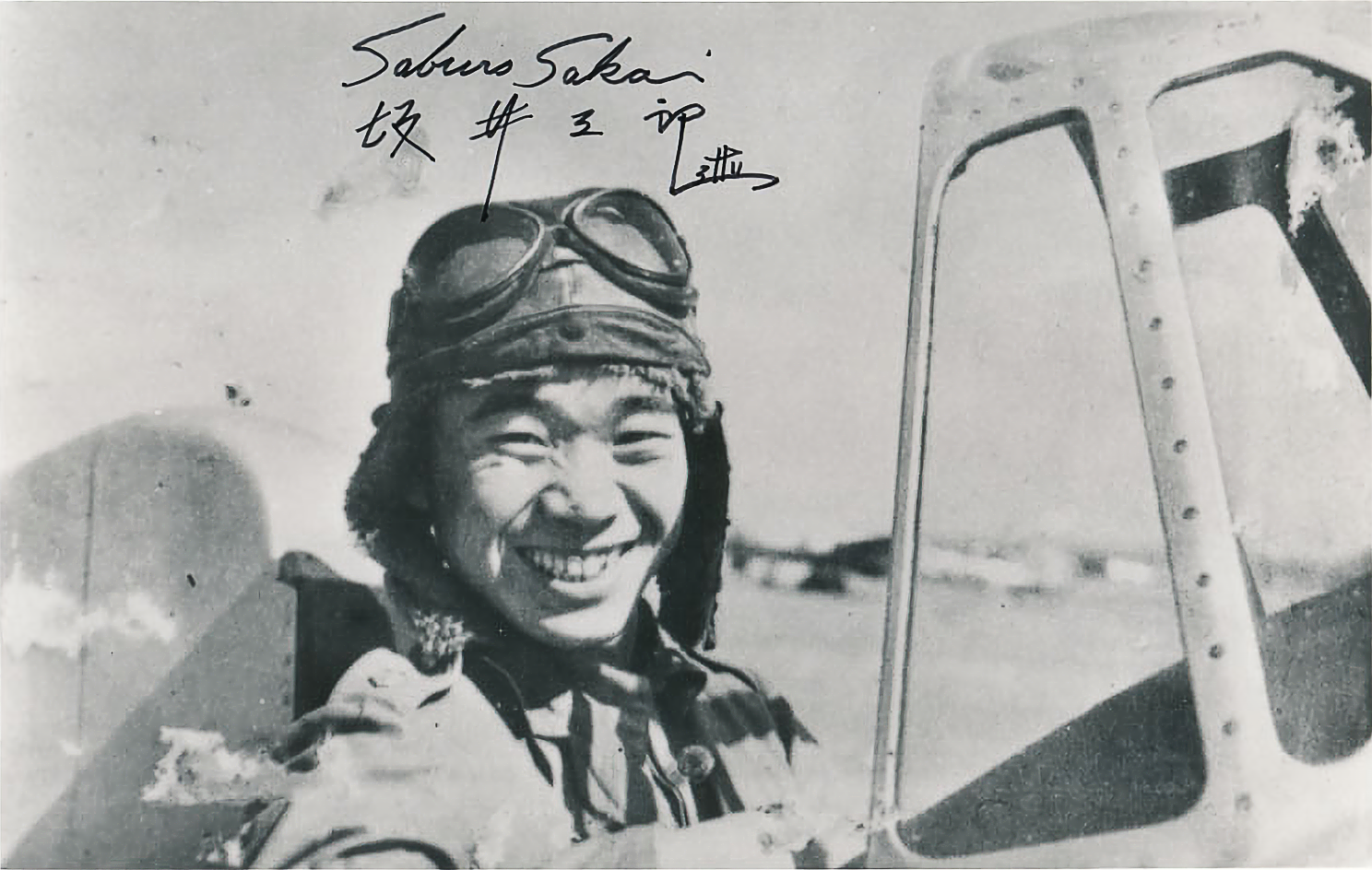
Sakai en la cabina de un Mitsubishi A5M.

Saburō Sakai (1916 - 2000) fue un piloto de combate de la aviación naval japonesa durante la Segunda Guerra Mundial, al cual se le adjudican unos 64 derribos de aviones aliados.

## Breve biografía
Saburō Sakai nació en 1916 en Saga, Japón, perteneciente a una numerosa familia cuyo padre les había inculcado un arraigado sentido samurái. Era el tercer hijo de una familia de siete, de los cuales tres eran chicas. Su padre falleció cuando Sakai tenía once años, dejando a su madre al cuidado de siete hijos.
Aunque la familia Sakai no podía permitirse una educación para su hijo, el tío por parte materna (que por aquel entonces era un respetado funcionario del gobierno) decidió adoptarlo y cubrir sus gastos en educación. Finalmente, Saburo decidió abandonar sus estudios a causa de que se transformó en un joven problemático.
A la edad de 16 años la Armada Imperial Japonesa le dio la posibilidad de incorporarse en mayo de 1933.
Sirvió en el arma de artillería y fue sirviente de torreta principal en el acorazado Kirishima hasta 1936.
Ese mismo año se postuló y fue aceptado para hacer entrenamiento de piloto naval en la academia de vuelo de Tsuchiura, graduándose como piloto de caza; sin embargo, no fue asignado a la fuerza de portaaviones.
Comenzó sus victorias aéreas sobre el territorio chino de Manchuria derribando un Polikarpov I-16 a los mandos de un Mitsubishi A5M "Claude" e intervino en la segunda guerra sino-japonesa donde resultó herido.
Después de derribar en combate aéreo un bombardero soviético Ilyushin DB-3 en octubre de 1939, sus superiores vieron en él a un guerrero nato y le fue asignado el nuevo Mitsubishi A6M, más conocido como Zero, con el que conseguiría la mayoría de sus victorias.

## Durante la Segunda Guerra Mundial

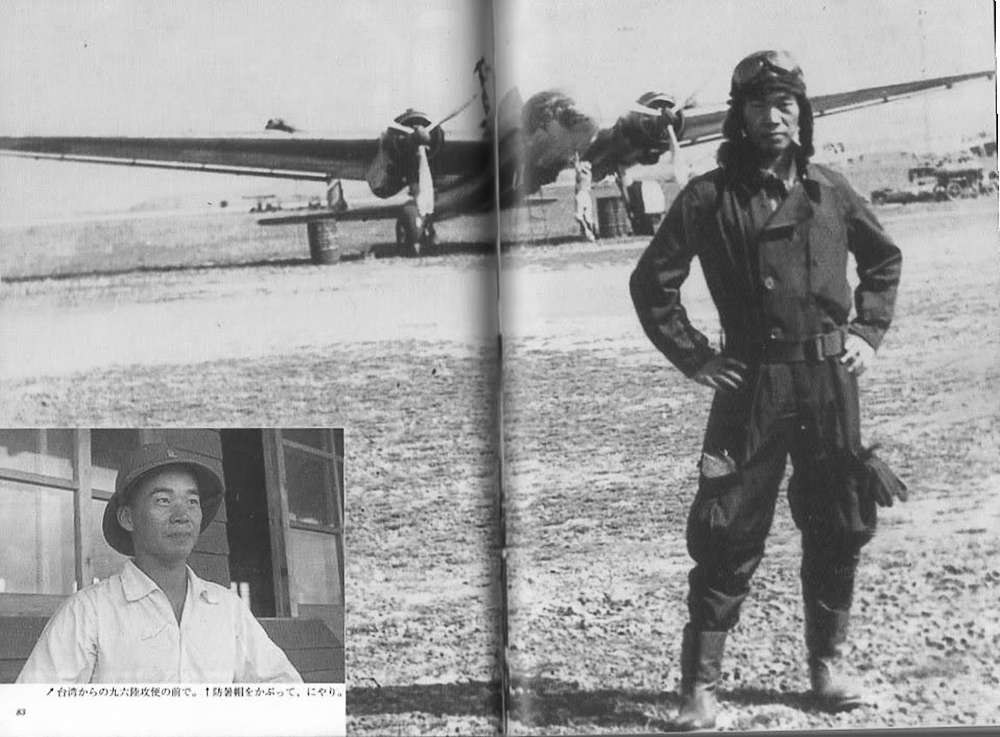
Sakai posa frente a un bombardero

Al comienzo de la Segunda Guerra Mundial, Saburō y su grupo aéreo fueron asignados a la base aérea en la China meridional, principalmente como escoltas de bombarderos y torpederos. Participó en el ataque a las Filipinas el 8 de diciembre de 1941 volando uno de los Zeros que atacaron la base estadounidense de Clark Airfield. Ahí el obtuvo su primer derribo estadounidense, un P-40. Luego obtuvo más victorias atacando bombarderos B-17, de las cuales derribó uno.
En 1942, estando transferido a la base de Tarakan en las islas Borneo, se le ordenó que derribara cualquier aparato enemigo estuviera o no estuviese armado. Saburo pronto se enfrentaría a esa realidad cuando sorprendió a un avión DC-3 civil sobrevolando una isla. Sakai se acercó a investigar antes de abrir fuego y pudo apreciar que ese avión transportaba civiles en vez de importantes personalidades militares y, en contra de sus órdenes, decidió no derribar el aparato. Los ocupantes lo saludaron antes de él retirarse. Su número de matrícula fue memorizado por el piloto estadounidense.
Durante la campaña de Borneo derribó 13 aviones de combate estadounidenses y australianos. En esa época empezó a entrenar a pilotos aprendices en un programa acelerado de entrenamiento. Su escuadrón incluyó otros ases, entre ellos Hiroyoshi Nishizawa y Toshio Ota, con quienes competía en derribos y que, además, formaban el trío denominado Danza macabra por los estadounidenses.
Otra acción se desarrolló cerca de Australia cuando ocho zeros perseguían a un solitario piloto australiano en un bimotor. Este, lejos de escapar, se dio la vuelta y se enfrentó a una muerte segura, siendo derribado por Sakai. Luego de finalizado el conflicto, Sakai envió un ruego al gobierno australiano para que se reconociera el valor de dicho piloto, aunque finalmente el ruego fue denegado.

## Campaña de Guadalcanal
El 3 de agosto de 1942, Sakai y su grupo aéreo Tainan Kokutai fue relocalizado en Lae, Rabaul. Cuatro días más tarde, en la tarde del 7 de agosto, los Marines desembarcaron en Guadalcanal y capturaron la pista de Herdenson Field, en construcción por los japoneses.
Sakai y su grupo fueron asignados como escoltas de bombarderos en Guadalcanal, lo que suponía un trayecto de cinco horas de vuelo, casi al límite de su radio de acción.
Durante la aproximación Sakai pudo observar que los nuevos cazas estadounidenses Grumman F4F Wildcat presentaban una nueva técnica de combate que consistía en frenarse y atacar por la cola.
El 7 de agosto, Sakai sorprendió a un solitario Wildcat F4F comandado por el as estadounidense comandante James "Pug" Southerland, que combatía contra unos Zeros en medio de las nubes. Sakai quiso participar al ver la dificultad de sus colegas en derribarlo.
Sakai empezó una persecución sobre la isla donde el Wildcat, hábilmente maniobrado, resultó una presa muy difícil de atacar, demostrando estar al nivel de su homólogo japonés. Además, el Wildcat soportó un castigo enorme. Southerland maniobró el aparato cada vez que caía en la mira japonesa y causó admiración en Sakai. El duelo se transformó en una contienda personal.

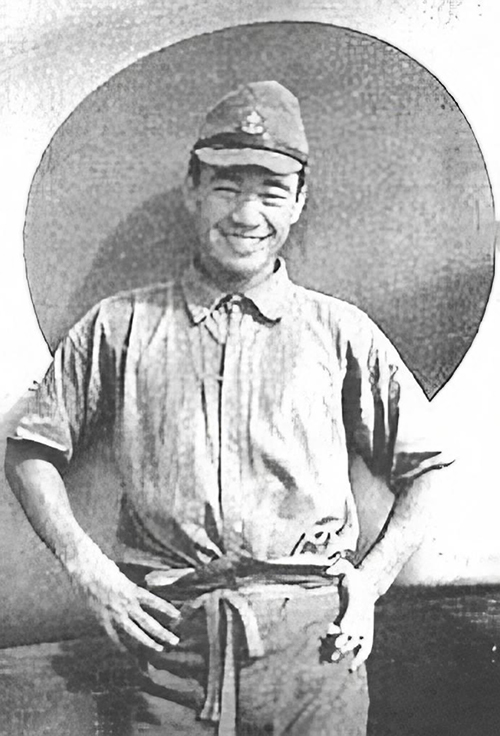
Sakai posando al frente de su caza Mitsubishi A5M en 1939.

En una maniobra de frenado, Southerland consiguió colocarse en la cola de Sakai y por breves instantes estuvo en la mira del Wildcat, pero extrañamente este no disparó. Sakai se zafó del estadounidense replicando la maniobra y, cuando iba a disparar, pudo constatar que su enemigo estaba gravemente herido y disparó solo al motor del Wildcat, el cual se trabó y empezó a caer. Southerland saltó en paracaídas y se salvó luego de muchas peripecias en tierra. Sakai dio la vuelta y volvió al escenario. 
Estando cerca de Tulagi, Sakai tropezó con unos TBF Avenger, pertenecientes al portaaviones USS Enterprise (CV-6), a quienes confundió con cazas, y durante la aproximación Sakai fue ametrallado por el artillero de cola. Uno de los disparos atravesó la cubierta de la carlinga del Zero de Sakai y penetró en su cabeza, sobre el arco superciliar del ojo derecho, atravesando limpiamente el cerebro con salida posterior. Sakai, increíblemente, no murió instantáneamente, pero perdió la motricidad de su lado izquierdo completamente y apenas pudo guiar su avión. 
Pensando en lanzarse sobre un barco estadounidense, Sakai buscó un objetivo para inmolarse en forma kamikaze, pero desistió de su decisión y buscó el camino de regreso a su base. Cuatro horas y media después aterrizó en estado grave y fue atendido por los médicos, que no lograron salvar su ojo derecho.
Tras su recuperación, Sakai sirvió como instructor de vuelo hasta que logró volver al servicio activo en misiones secundarias. En una de ellas fue sorprendido en solitario por una formación de 15 F6F Hellcat. Con gran pericia logró eludirlos esquivando sus ráfagas con mil y una maniobras y regresar a Iwo Jima, donde la artillería antiaérea los espantó. El A6M5 de Sakai aterrizó sin daño alguno. Volvió entonces a las labores de instrucción de nuevos pilotos hasta la rendición de Japón.

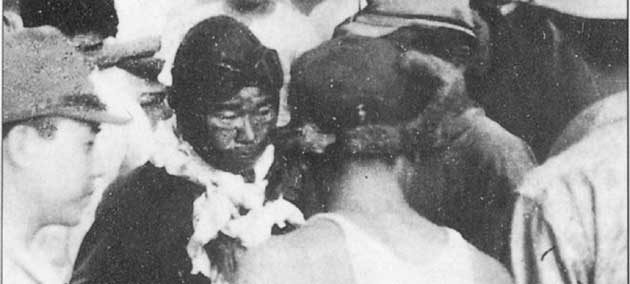
Sakai regresa a su base gravemente herido después de un vuelo de 4:47 horas y 1037 km. Sakai insistió en dar su reporte de la misión antes de recibir asistencia médica.

## Posguerra
Sakai, después de terminada la guerra, viajó varias veces a Estados Unidos y se entrevistó con varios de sus antiguos enemigos, dio muchísimas charlas y publicó un libro titulado Samurái en el que relata sus aventuras durante la Segunda Guerra Mundial. Finalmente, murió en el año 2000 de un infarto de miocardio.